# Idioma névome
El idioma névome (también: pima bajo, pima de la montaña; en névome: oob no'ok) es una lengua uto-azteca hablada por indígenas de los estados de Sonora y Chihuahua, en México. Posee menos de mil hablantes en el territorio mexicano, donde está considerada como una lengua cercana a la extinción. 

## Clasificación
Conforme al Ethnologue la clasificación del névome es:
- Uto-azteca
  - Uto-azteca del sur
    - Sonorense
      - Pimana
        - Névome

## Variantes
Conforme al Instituto Nacional de Lenguas Indígenas (INALI), el névome se divide en tres variantes:
- Pima del este. Cuenta con 337 hablantes aproximadamente.
- Pima del norte. Cuenta con 155 hablantes aproximadamente.
- Pima del sur. Cuenta con 159 hablantes aproximadamente.

El névome tiene dos variantes según el Ethnologue:
- Pima bajo o névome de Chihuahua
- Pima bajo o névome de Sonora

El pima bajo de Sonora tiene una inteligibilidad mutua de 85 % con el idioma o'odham y el tepehuano del norte.

## Fonología

### Vocales
|         | Anterior | Central | Posterior |
| ------- | -------- | ------- | --------- |
| Cerrada | i iː     | ɨ ɨː    | u uː      |
| Media   |          |         | o oː      |
| Abierta |          | a aː    |           |

### Consonantes
|            |            | Bilabial | Dental | Alveolar | Velar | Glotal |
| ---------- | ---------- | -------- | ------ | -------- | ----- | ------ |
| Oclusivas  | Sordas     | p        | t      |          | k     | ʔ      |
| Oclusivas  | Sonoras    | b        | d      |          | g     |        |
| Fricativas | Fricativas | v        | s      |          |       | h      |
| Nasales    | Nasales    | m        | n      |          |       |        |
| Vibrante   | Vibrante   |          |        | r        |       |        |
| Lateral    | Lateral    |          |        | l        |       |        |